# Holmiella sabina
Holmiella sabina är en svampart som först beskrevs av De Not., och fick sitt nu gällande namn av Petrini, Samuels & E. Müll. 1979. Holmiella sabina ingår i släktet Holmiella och familjen Patellariaceae.  Arten är reproducerande i Sverige. Inga underarter finns listade i Catalogue of Life.